# Râul Cerebuc
Râul Cerebuc este un curs de apă, afluent al râului Izvoru Alb. 

## Hărți
- Harta Munții Ceahlău  Arhivat în 28 iunie 2008, la Wayback Machine.